# Juvenile Oscar
Academy Juvenile Award også kendt som Juvenile Oscar, var en æresoscar skænket af Board of Governors for Academy of Motion Picture Arts and Sciences til specifikt at anerkende unge artister under 18 år for deres "fremragende bidrag til filmunderholdning".
Trofæet var en miniature Oscar-statuette på 18 cm.  Æren blev først tildelt af akademiet i 1935 til 6-årige Shirley Temple for sit arbejde i 1934. Prisen fortsatte med at blive præsenteret med mellemrum i løbet af de næste 25 år frem til 1961, da 14-årige Hayley Mills blev den sidste modtager, der blev tildelt barnestørrelse statuette for sin rolle i Pollyanna.
Siden afskaffelsen har unge konkurreret på lige fod med voksne i deres kategorier. Den første unge, der vandt var Patty Duke: Oscar for bedste kvindelige birolle i 1963 for sin præstation i Hellen Kellers triumf.

## Modtagere af prisen
| År         | Modtager          | Alder ved uddeling | Begrundelse for modtagelse |
| ---------- | ----------------- | ------------------ | --- |
| 1934 (7.)  | Shirley Temple    | 6 år, 310 dage     | I taknemmelig anerkendelse af hendes enestående bidrag til filmunderholdning i løbet af året 1934.                                                                 |
| 1938 (11.) | Deanna Durbin     | 17 år, 81 dage     | For deres betydelige bidrag til at bringe ånden og personificeringen af ungdommen på læderet, og som unge spillere sætter en høj standard for evner og præstation. |
| 1938 (11.) | Mickey Rooney     | 18 år, 153 dage    | For deres betydelige bidrag til at bringe ånden og personificeringen af ungdommen på læderet, og som unge spillere sætter en høj standard for evner og præstation. |
| 1939 (12.) | Judy Garland      | 17 år, 264 dage    | For hendes fremragende præstation som en barneskuespiller i det forløbne år.                                                                                       |
| 1944 (17.) | Margaret O'Brien  | 8 år, 59 dage      | Fremragende barneskuespiller i 1944. |
| 1945 (18.) | Peggy Ann Garner  | 14 år, 32 dage     | Fremragende barneskuespiller i 1945. |
| 1946 (19.) | Claude Jarman Jr. | 12 år, 167 dage    | Fremragende barneskuespiller i 1946. |
| 1948 (21.) | Ivan Jandl        | 12 år, 59 dage     | For den fremragende ungdomspræstation fra 1948, som 'Karel Malik' i Et barn eftersøges.                                                                            |
| 1949 (22.) | Bobby Driscoll    | 13 år, 20 dage     | Fremragende barneskuespiller i 1949. |
| 1954 (27.) | Jon Whiteley      | 10 år, 39 dage     | For hans fremragende ungdomspræstation i De små kidnappere. |
| 1954 (27.) | Vincent Winter    | 7 år, 91 dage      | For hans fremragende ungdomspræstation i De små kidnappere. |
| 1960 (33.) | Hayley Mills      | 14 år, 364 dage    | For Pollyanna, den mest fremragende ungdomspræstation i 1960. |